# سبايك (صاروخ)
سبايك (بالعبرية دوربان) (بالإنجليزية: Spike)هي سلسلة صواريخ مضادة للدبابات من الجيل الثالث، التي تعمل باسلوب «أطلق وانسى».
في عائلة السبايك يوجد خمسة صواريخ مخصصة للاستخدام في مهام مختلفة، ولكل صاروخ تفاصيل تقنية مختلفة تتلائم مع المطلوب منه. وجميع هذه الصواريخ يمكن نصبها على وسائل مختلفة، ومعظمها تستخدم أيضا كصواريخ كتف.
طَوَّرَت تلك المنظومات مؤسسة رافائيل للانظمة القتالية المتقدمة المحدودة الإسرائيلية وهي مطروحة للتسويق الدولي. ومن أجل التسهيل من عملية تسويقها في أوروبا، أقيمت في ألمانيا شركة تابعة جزئياً للرافائيل، تقوم بتصنيع وتسويق منظومات سبايك في أوروبا، تحت مسمى يورو-سبايك.

## الصواريخ

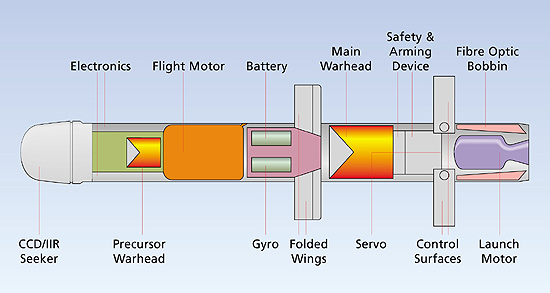
رسم تفصيلي لاجزاء الصاروخ

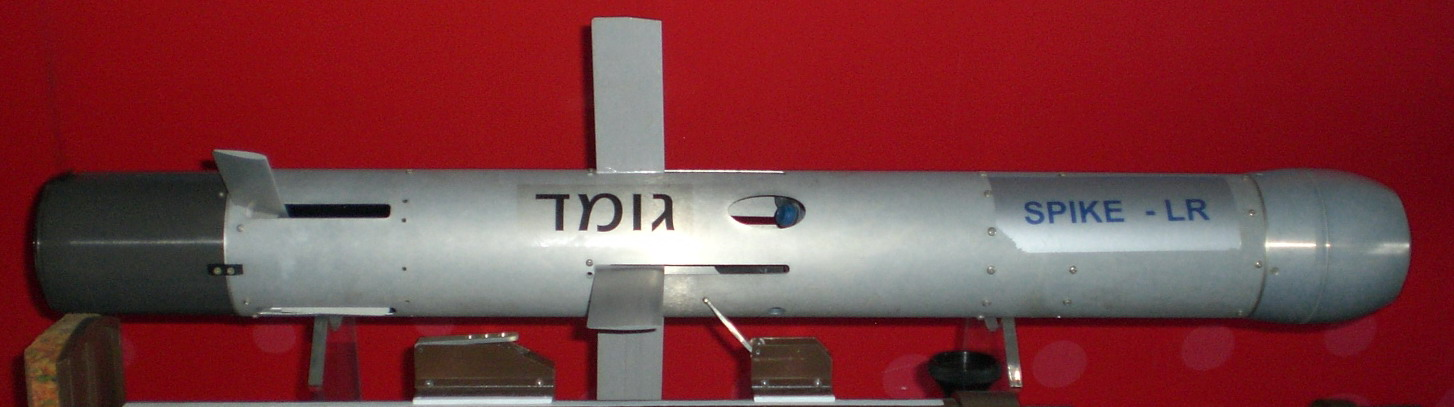
سبيايك من نوع إل آر LR

كل صاروخ هو صاروخ ذو رأس ناسف مزدوج تاندم المخصص للتوغل في التحصينات التفاعلية. فالرأس الناسف الأول يفجر التحصين التفاعلي بينما الرأس الناسف الثاني يتوغل داخل التصفيح السلبي بواسطة شحنة أنبوبية، وتوجيه الصاروخ هو كهربائي-بصري ويتضمن 2 مكتشف توجيه، واحد عادي (CCD) للنهار وواحد يعمل الأشعة تحت الحمراء للنهار والليل. وهذا الصاروخ ذو 4 زعانف مستطيلة الشكل يقوم من خلالها بتوجيه نفسه من الناحية الديناميكية الهوائية إلى الهدف، وهي تفتح لحظة مغادرة الصاروخ لمنصة الإطلاق.

## منظومة الإطلاق
تحتوي الصواريخ الخمسة على نفس منظومة الإطلاق، وتُسْتَخْدَمُ بواسطة سلاح المشاة. ومنظومة الإطلاق مكونة من وحدة مراقبة اطلاق، وقنص وتصوير حراري وحامل ثلاثي. ووحدة الإطلاق تأتي مع عدستين: عدسة CCDللنهار وتكبير X10وعدسة IIR للتصوير الحراري والأشعة تحت الحمراء) للنهار والليل وفي جميع الأحوال الجوية. ويصل وزن وحدة الإطلاق بدون الصاروخ إلى حوالي 13 كج وبالصاروخ يكون وزنها الإجمالي حوالي 26 كجم.
ويمكن للجندي الواحد حمل صاروخين على حامل يعلق خلف الظهر عندما يتعلق الأمر بـ LRو MR .ويمكنه حمل 3-4 صواريخ على ظهره عندما يتعلق الامر بصاروخ SR الصغير.
يتضمن الصاروخ MR والصاروخ LR نفس نظام الإطلاق وهما نفس الصاروخ في الأساس، ومع ذلك فإن الصاروخ LR يمكن تركيبه على الراجمة الخاصة بالصاروخ MR . ومنظومة الإطلاق متوافقة لاحتياجات سلاح المشاة، وأيضا للمركبات العادية والمدرعة وأيضا للمروحيات.

## أنواع
- ميني-سبايك Mini-Spike هو من تطوير شركة رافائيل المطورة لسلسلة صواريخ سبايك المضادة للدروع والتحصينات. يزن النظام بالكامل 12 كلغم، حيث يشتمل على وحدة إطلاق وقيادة تسهل اكتساب الهدف، وكذلك وحدة تحكم لاسلكي لتوجيه الصاروخ، ونمط توجيه تلقائي نحو الهدف. تُكشف الأهداف البشرية عن طريق مجس يعمل بالأشعة تحت الحمراء مثبت في مقدمة رأس الصاروخ الشفافة، يبلغ مدى الصاروخ من 1200-1500م، والحد الأدنى للتوجيه يبلغ 200 م.

## التشغيل
يمكن اعداد المنظومة لإطلاق النار خلال 30 ثانية من لحظة نشرها. والجندي المسئول عن التشغيل يحدد الهدف بواسطة توجيه صليب العدسة على الهدف. ويقوم الجندي بتثبيت المتتبع على الهدف ويضغط على زر الرأس لإطلاق الصاروخ. ويقوم الصاروخ بتظبيط نفسه إلى الهدف بدون الحاجة إلى مزيد من التدخل من جانب المشغل. وهذه العملية يطلق عليها «أطلق وانسى». ويصل زمن الشحن 15 ثانية. وطوال وقت اطلاق النار تقوم الألياف البصرية بالربط ما بين الصاروخ ووحدة الإطلاق. وربط الألياف يسمح للمشغل بالحصول على صورة بصرية من الصاروخ وتحديث هدف الصاروخ ومساره. فيمكن-على سبيل المثال-تبديل الهدف وسط اطلاق النار إذا اكتشف المشغل أن الهدف المقصود دُمِّر بالفعل («أطلق وحدث»). وهذا الأسلوب يسمح باطلاق صواريخ حتى عندما لا يكون هناك خط رؤية صافية تجاه الهدف.
بعد الإطلاق يتحرك الصاروخ في مسار باليستي قنطري الشكل من أجل اصابة الجزء الأعلى من المركبة العسكرية المدرعة، التي تكون أقل تحصيناً من باقي واجهة المركبة العسكرية المصفحة وتمثل نقطة ضعف. وهذا المسار يزيد من فرص تدمير المركبة.
تتضمن منظومة السبايك أيضا نظام محاكاة يهدف على تدريب الجنود على اطلاق النار بدون الحاجة إلى اطلاق فعلي للصاروخ، وذلك نتيجة سعر الصاروخ المرتفع.